# Fortín de las Flores
Fortín de las Flores är en ort i Mexiko.   Den ligger i kommunen Fortín och delstaten Veracruz, i den sydöstra delen av landet, 230 km öster om huvudstaden Mexico City. Fortín de las Flores ligger 1 048 meter över havet och antalet invånare är 21 370.
Terrängen runt Fortín de las Flores är kuperad. Runt Fortín de las Flores är det tätbefolkat, med 550 invånare per kvadratkilometer. Närmaste större samhälle är Córdoba, 8,3 km öster om Fortín de las Flores. Trakten runt Fortín de las Flores består till största delen av jordbruksmark.